# 訃報 2019年
訃報 2019年（ふほう 2019ねん）は、2019年（平成31年/令和元年）中に物故した人物をまとめたものである。詳細は月別訃報記事を参照のこと。

## 月別の訃報記事一覧
- 訃報 2019年1月
- 訃報 2019年2月
- 訃報 2019年3月
- 訃報 2019年4月
- 訃報 2019年5月
- 訃報 2019年6月
- 訃報 2019年7月
- 訃報 2019年8月
- 訃報 2019年9月
- 訃報 2019年10月
- 訃報 2019年11月
- 訃報 2019年12月

## 関連書籍
- 『現代物故者事典(2018 - 2020)』日外アソシエーツ、2021年3月19日。ISBN 978-4-8169-2870-3。